# The Suffering: Ties That Bind
The Suffering: Ties that Bind è un videogioco creato dalla Midway Games e dalla Surreal Software.

## Trama
Il videogioco è il seguito di The Suffering; protagonista di questa avventura è sempre Torque ma questa volta l'azione si svolge sulle strade di Baltimora, dove il protagonista sarà nuovamente attaccato da oscure creature e non solo con loro, dovrà fare i conti con il suo passato, tutto sta nelle mani del giocatore dare a Torque una seconda possibilità o l'oblio, come nel primo The Suffering infatti sarà possibile aiutare o meno i vari personaggi non giocanti che troveremo lungo il nostro cammino, se li aiuteremo spesso riceveremo un "premio" come nuove armi o medicinali ma soprattutto effettueremo una buona azione che andrà ad influire sulla trama che si evolverà di conseguenza e aiutando sempre tutti andremo incontro al finale buono del gioco, se prendessimo invece la decisione di uccidere chiunque ci chieda aiuto andremo incontro al finale "cattivo".
Come nel primo capitolo, in base alle decisioni prese il protagonista si evolverà di conseguenza, se state andando incontro al finale "cattivo" noterete che il personaggio assume pian piano una colorazione grigiastra quasi da "non morto", se invece starete andando incontro al finale buono il protagonista avrà un aspetto più "pulito".